# Heinrich Böll

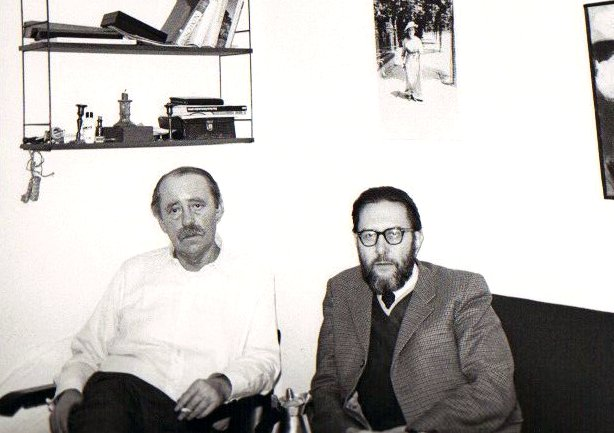
Zleva: Heinrich Böll a italský spisovatel Italo Alighiero Chiusano (1972)

Heinrich Böll [Bel] (21. prosince 1917 Kolín nad Rýnem – 16. července 1985 Kreuzau-Langenbroich) byl německý spisovatel.

## Biografie
Narodil se v Kolíně nad Rýnem do katolické rodiny Viktora Bölla, který měl tesařskou živnost, a jeho druhé manželky Marie Hermann. Byl osmým dítětem a třetím synem svého otce. Po vychození katolické základní školy chodil od roku 1928 na gymnázium. Kvůli hospodářské krizi a související hyperinflaci v Německu otcova živnost zkrachovala a rodina se proto v roce 1930 musela odstěhovat do malého bytu, což Heinrich špatně snášel a považoval to za "vyhnání z dětského ráje". V roce 1936 si rodina již mohla dovolit přestěhování do většího bytu.
Po maturitě v roce 1937 se pokusil vyučit knihkupcem v Bonnu, studia však po 11 měsících zanechal. Do této doby se datují jeho první literární pokusy. V listopadu 1938 byl povolán na povinnou pracovní službu do Reichsarbeitsdienst, kterou ukončil v březnu 1939. Pak začal v letním semstru studovat studovat germanistiku a klasickou filologii. na Kolínské univerzitě a napsal svůj první román Am Rande der Kirche (ten byl poprvé publikován až po jeho smrti). V září 1939 musel narukovat do Wermachtu, kde sloužil během celé druhé světové války až do roku 1945. Kvůli svému křesťanskému přesvědčení odmítal vraždění a válku, většinu času byl vojenským překladatelem. Koncem války upadl do amerického zajetí, odkud byl propuštěn v září 1945. Během války často používal pervitin, který byl v armádě populární a na kterém byl nějakou dobu po válce závislý. Během války psal své rodině a přátelům dopisy, které knižně vyšly v roce 2001.
V roce 1942 se oženil s kamarádkou své sestry Metchild, o 7 let staří učitelkou Annemarie Čech. Ta se narodila v roce 1910 v Plzni jako Anna Marie Eltrude Čechová do českoněmecké rodiny, její otec byl Čech a matka pocházela z Porýní. Oba její rodiče jí však v dětství zemřeli a vyrůstala v rodině své matky v Kolíně nad Rýnem. Svému manželovi o svém českém dětství často vyprávěla, svému manželovi jako první českou knihu věnovala Babičku Boženy Němcové. Měli spolu 4 syny, Christopha (1945-1945), Raimunda (1947-1982), Reného (* 1948) a Vincenta (*1950).
Po válce se vrátil ke studiu na univerzitě, které však v roce 1947 opustil. Rodina tak byla závislá na učitelském příjmu jeho manželky. Pokračoval v literární tvorbě, která postupně začala získávat ohlas. Od roku 1951 se věnoval pouze literatuře, která ho začala živit.
Hodně cestoval po Evropě, v roce 1961 poprvé navštívil i Československo, kde se mimo jiné v Praze setkal s Eduardem Goldstückerem a v Brně s Ludvíkem Kunderou. Pražské jaro velmi vítal, v československém modelu demokratického socialismu viděl velkou naději jak pro Západ, tak pro Východ. Do roku 1968 byla do češtiny přeložena většina jeho knih, byl i nejčastěji vypůjčovaným poválečným německým autorem ve veřejných knihovnách.
V Praze dokonce zažil i invazi 21. srpna 1968, když do Prahy přijel o den dříve na pozvání Svazu československých spisovatelů. Poté v západním Německu mnohokrát ostře vystupoval proti okupaci Československa a snažil se podporovat tamější inteligenci za časů normalizace. Z toho důvodu se v Československu stal více či méně personou non grata, jeho další nová díla se na trhu objevila až koncem 80. let.
V letech 1971–1974 byl prezidentem Mezinárodního PEN klubu. Roku 1972 mu byla udělena Nobelova cena za literaturu.
Po tomto spisovateli byla pro jeho životní postoje pojmenována Nadace Heinricha Bölla – Heinrich Böll Stiftung, organizace propojená s německou Stranou zelených (Bündnis 90/Die Grünen).

## Dílo
Jeho dílo velmi kriticky popisuje tehdejší Německo, účtuje s válkou, militarismem, zbrojením, mentalitou hospodářského zázraku, klerikalismem, pokrytectvím, pokřivenými vztahy mezi lidmi.

### Próza
- Vlak přijel přesně (Der Zug war pünktlich, 1949, česky ve výběru r. 1959, samostatně r. 1989) – novela, protiválečný protest, zde se zajímá o osudy německých vojáků, příčiny v devastaci německé morálky hledá v předválečné době, netroufá si jít dále až k Versaillskému mírovému systému, čímž toto dílo působí nedotaženě. V tomto díle je patrné ovlivnění americkou předválečnou prózou.
- A anděl mlčel (Der Engel schwieg, vznik cca 1949/1950, vyšlo až z pozůstalosti r. 1992, č. 1993) – jeho za života nevydaná románová prvotina zachycující poválečné Německo, které popisuje na základě vlastních zkušeností.
- Kdes byl, Adame? – (Wo warst du, Adam?, 1951, č. 1961, autor zde ukazuje absurdnost války, hlavní hrdina je zabit na prahu otcovského domu granátem, který je vystřelen po kapitulaci města.
- A neřekl jediné slovo (Und sagte kein einziges Wort, 1953, č. 1958) – román
- Dům bez pána (Haus ohne Hüter, 1954, č. 1961)
- Chléb mladých let (Das Brot der frühen Jahre, 1955, č. výbor 1959)
- Biliár o půl desáté (Billard um halbzehn, 1959, č. 1962) – román, obdoba Buddenbrooků od Thomase Manna, hovoří o třech generacích, kdy nejstarší něco vybudovala, prostřední to zničila a na té nejmladší je, aby se rozhodla, zda bude ničit či budovat. Tím vlastně popisuje tehdejší německou společnost.
- Klaunovy názory (Ansichten eines Clowns, 1963, č. 1966) – výpověď jedince-outsidera kriticky zobrazující poměry v SRN
- Opuštění útvaru (Entfernung von der Truppe, 1964)
- Konec jedné služební cesty (Ende einer Dienstfahrt, 1966, č. 1968) – povídka
- Skupinový snímek s dámou (Gruppenbild mit Dame, 1971, č. 2000)
- Ztracená čest Kateřiny Blumové aneb Jak vzniká násilí a kam může vést (Die verlorene Ehre der Katharina Blum, 1974, č. 1987)
- Ženy před krajinou s řekou (Frauen vor Flußlandschaft, 1985, č. 1994) – román kritizující politiku vlády v Bonnu

### Rozhlasové hry
- Mnich a loupežníci (rovněž pod názvem Svatý a loupežníci)
- Anita a existenční minimum
- Na čaj k dr. Borsigovi
- Ti beze stopy
- Hodina v rodném městě – natočeno Čs. rozhlasem v roce 1962 a Českým rozhlasem v roce 1993, R: J. Červinka (u obou verzí)
- Bilance (rovněž pod názvem Obláčky jak bílí beránci) – natočeno Českým rozhlasem v roce 1965, R: J. Červinka
- Znamení klepáním
- Koncert pro čtyři hlasy
- Mluvicí zařízení

### Eseje
- Zaminované území (Vermintes Gelände, 1982)
- Seznam děl v Souborném katalogu ČR, jejichž autorem nebo tématem je Heinrich Böll